# Charlot, sufragista
Charlot, sufragista (A Busy Day o The Militant Suffragette) es un cortometraje estadounidense con dirección y actuación de Charles Chaplin. Fue estrenado el 7 de mayo de 1914. 

## Sinopsis
Chaplin representa el personaje de una mujer de carácter fuerte que encuentra a su marido cortejando a otra. En su furia, irrumpe en un lugar de filmación y derriba al director de la película (Mack Sennett) y a un policía (Billy Gilbert). Finalmente, el esposo tira a su mujer al agua desde un muelle.

## Reparto
- Charles Chaplin: la esposa.
- Mack Swain: el esposo.
- Phyllis Allen:[4] la otra mujer.
- Mack Sennett: el director de cine.
- Billy Gilbert:[3] el policía.

## Crítica
Se rodó en apenas dos horas, y Chaplin tomó prestado un vestido de Alice Davenport para travestirse. Contiene las bufonadas de costumbre: mujer le pega a hombre, hombre le pega a mujer, mujer patea al hombre en el trasero, etc. Uno de los títulos de la película, The Militant Suffragette, indica que quizás estaba satirizando a las mujeres que en ese momento querían tener derechos civiles.